# ذبیح‌الله منصوری
ذبیح‌الله حکیم‌الهی دشتی (۱۲۷۸ – ۱۹ خرداد ۱۳۶۵) از پرکارترین مترجمان تاریخ مطبوعات و ادبیات ایران، روزنامه‌نگار، نویسنده و به گفتهٔ خودش قهرمان بوکس سبک‌وزن ایران بود.

## زندگی
او در مدرسهٔ آلیانس سنندج که فرانسوی‌ها آن را اداره می‌کردند شروع به درس خواندن کرد؛ پس از چندی با مأموریت پدر در کرمانشاه به آن شهر رفت و زبان فرانسه را نزد پزشکی که این زبان را به‌خوبی می‌دانست فراگرفت. او در بازگشت به تهران و درگذشت پدر، عهده‌دار مخارج خانواده شد و به ناچار از تحصیل دست کشید. در سال ۱۳۰۱ شمسی همزمان با تأسیس روزنامه کوشش با سمت مترجم داستان و مقاله و مطالب علمی در آن روزنامه شروع به کار کرد.
در سال ۱۳۰۶ در حالی که در روزنامه کوشش کار می‌کرد، با روزنامه اطلاعات نیز شروع به همکاری کرد که مدت‌ها ادامه یافت و از آغاز انتشار روزنامه کیهان هم به مدت شش سال، چندین کتاب برای این روزنامه ترجمه کرد که همه به صورت پاورقی به چاپ می‌رسید. بعدها با روزنامه ایران ما، روزنامه داد، مجله خواندنی‌ها، روزنامه باختر، روزنامه اختر امروز، مجلهٔ ترقی، مجلهٔ تهران مصور، مجلهٔ روشنفکر، مجلهٔ سپید و سیاه، مجلهٔ امید ایران، روزنامه پست تهران و سرانجام مجله دانستنی‌ها همکاری داشت. او دیر ازدواج کرد و دارای یک دختر و یک پسر شد. مادرش از خانوادهٔ علماء و روحانیون شهر سنندج بود.
در سال ۱۲۹۹ وقتی به تهران آمد می‌خواست در رشتهٔ دریانوردی تحصیل کند ولی در روزنامهٔ کوشش به ترجمهٔ چند کتاب پرداخت و از آن به بعد به نوشتن اشتغال یافت. گفته می‌شود او حدود ۱۲۰۰ عنوان داستان و مقاله و کتاب نوشته است.
وی در طول عمر خود به کشورهایی نظیر هند، شوروی و چندین کشور اروپایی سفر کرد.
ذبیح‌الله منصوری در ۱۹ خرداد ۱۳۶۵ در بیمارستان شریعتی در ۸۷ سالگی درگذشت. منصوری بیشتر از۶۰ سال نوشت و ترجمه کرد. محل دفن ذبیح‌الله منصوری در آرامگاه خانوادگی شمارهٔ ۵۹۶ بهشت زهرا واقع شده است.
علی‌اکبر قاضی‌زاده دربارهٔ وضعیت معاش منصوری چنین می‌گوید:
اما نصیب خود او از این همه کار گذران یک زندگی زیر متوسط بود. تا سال ۵۲ در خانه‌ای در خیابان امیریه زندگی می‌کرد که هیچ‌کس از دوستان او آن خانه را ندیده است. بعد هم در کوی نویسندگان توانست آپارتمانی دست و پا کند که عاقبت در همین خانه هم درگذشت. بیشتر عمر او در بالاخانه‌ای در یک ساختمان قدیمی در کوچهٔ خواندنی‌ها (اول فردوسی از جنوب، نرسیده به کوشک مصری) گذشت. با آنکه در اغلب مطبوعات مطرح زمان خود همکاری داشت و با اینکه کار قلمی او با رونق فروش آن مطبوعات نسبت مستقیم داشت، عاقبت به عنوان حروفچین و از سوی اتحادیه حروفچینان توانست بیمه شود. کارگران حروفچین هم منصوری را خوب می‌شناختند و هم او را دوست داشتند.

## عدم وفاداری به متن اصلی و انتقادها
دربارهٔ ماهیت ترجمه‌های ذبیح‌الله منصوری در کتاب تاریخ ترجمه ادبی از فرانسه به فارسی (۱۳۹۳) چنین ذکر شده است: «باید اذعان کرد که از دههٔ سی خورشیدی به بعد، به موازات ظهور چند مؤسسهٔ انتشاراتیِ متعهد، ده‌ها ناشر خصوصی دیگر نیز شروع به فعالیت کردند، اما متأسفانه بعضی از آن‌ها به انتشار کتاب‌های پرتیراژِ عامه‌پسند روی آوردند و لذا بازار شبه‌ترجمه‌ها و ترجمه‌های تکراریِ کم‌مایه که اغلب نثر فارسی سالمی نداشت، بیش از پیش رونق گرفت. در این آشفته بازار، عده‌ای نیز پا به میدان نهادند که کتابهایشان چه بسا به دلیل برخورداری از عنوان‌های زیبا یا نثری فریبنده، اغلب بیش از کتاب‌های مترجمان خوب و طراز اول به فروش می‌رسید. از جملهٔ این افراد پرکار و خستگی‌ناپذیر که به ویژه در عرصهٔ ترجمهٔ رمان، کارنامه‌ای باورنکردنی از خود به جا گذاشتند ذبیح‌الله منصوری و عنایت‌الله شکیباپور (هر دو با بیش از ۱۰۰ ترجمه) بودند.»
منصوری کتاب‌های بسیاری تألیف و ترجمه کرده است. او در سبک نویسندگی خود دارای روش خاصی بود. اما در فرایند ترجمه طرفدار سبک بسط و گسترش کتب بود. او در ترجمه به رعایت امانت در برگردان پیام نویسندگان کتاب‌های اصلی وفادار نبود. در بسیاری از موارد اطلاعات خویش را نیز به کتاب‌ها می‌افزود. او معتقد بود ترجمه بر دو گونه است نوعی که در آن مترجم، لغت به لغت ترجمه می‌کند و به متن اصلی وفادار است و نوعی دیگر که خود آن را اقتباس می‌نامید مترجم این اختیار را داشت که ایدهٔ اولیه نویسنده را گسترش دهد. نقل است که اصلاً شخصیتی به نام «پل آمیر» در تاریخ ادبیات فرانسه وجود ندارد و عده‌ای هم معتقدند که «خداوند الموت» پرداختهٔ ذهن منصوری بوده است.
او به‌خاطر سبک خاص‌اش بارها مورد انتقادهای شدید و بعضاً استهزاء قرار گرفت. رضا براهنی در کتاب «کیمیا و خاک» او را به‌شدت مورد انتقاد داد و نوشت "آقای ذبیح‌الله منصوری طرفدار مدرسهٔ بسط است یعنی که رمان ۶۰۰ صفحه‌ای در دست ایشان حداقل ۱۰۰۰ صفحه می‌شود.
علی اناری در مصاحبه با خبر آنلاین می‌گوید: کتاب «سینوهه پزشک مخصوص فرعون» نوشته «میکا والتاری» نویسنده فنلاندی در حالی توسط ذبیح‌الله منصوری در دو جلد و ۹۸۹ صفحه ترجمه شد که اصل کتاب بیش از ۶۰ صفحه نیست؛ یعنی اگر کتاب والتاری را که به گفتهٔ خودش از پاپیروسهای هیروگلیف‌نشان ترجمه شده است و ظاهراً هیچ‌کس جز خودش یارای تأیید صحت و سقم آن را ندارد سندی متقن در نظر بگیریم، ترجمهٔ آن به فارسی ۹۲۹ صفحه داستان اضافه دارد. وی می‌افزاید: «ذبیح‌الله منصوری و قلم شیوایش شهرهٔ دهرند اما هیچ‌کس ترجمه‌های آن را که تاریخ و افسانه را توأمان با هم داشت، تاریخ صرف نخوانده و نمی‌خواند.» البته نمی‌توان سخنان علی اناری را تماماً تأیید کرد. و بر خلاف گفتهٔ علی اناری کتاب مورد نظر ۷۸۵ صفحه است.
با نگاهی به نوشته‌های ذبیح‌الله منصوری درمی‌یابیم که وی بیش از آنکه مترجم باشد نویسنده‌ای توانا بوده است. کتاب‌های او از نظر تاریخی سندیت دقیقی ندارند، گرچه وی تلاش بسیاری که در کتب تاریخی است به حوادث کتاب با رخدادهای دنیای واقع نیز همسان باشند، اما در برخی از اوقات نوشته‌های او با تاریخ واقعی در تضاد هستند. برای نمونه در مورد قتل خواجه نظام‌الملک در کتاب خداوند الموت می‌خوانیم: «وقتی محمد طبسی به نهاوند رسید به او گفتند خواجه در شکارگاه است و او به قرق رفت و تقاضای ملاقات کرد. در محضر خواجه وی ناگهان دید که یکی از دو غلام‌بچه با خنجر به وی حمله کرد و او را به قتل رساند.»
اما در واقع خواجه نظام‌الملک در شب جمعه دوازدهم ماه رمضان سال ۴۸۵ هجری قمری در راه بغداد در محلی به نام صحنه توسط یکی از فدائیان حسن صباح به نام بوطاهر ارانی به قتل رسیده است.
حسینقلی مستعان در مصاحبه با سیروس آموزگار می‌گوید: «همه ما می‌دانیم که نیمی از آنچه ذبیح‌الله منصوری به اسم ترجمه می‌نوشت، نوشتهٔ خود او بود. حتی به نظر من «نیم» هم برآورد کمی است. خود شما یکبار برای من تعریف کردید که امیرانی یک جزوهٔ سی چهل صفحه‌ای را برای ترجمه به وی داد و او آن را در سی چهل شماره خواندنی‌ها ترجمه کرد و بعداً هم به صورت یک کتاب قطور در ایران چاپ شد.»
و سیروس آموزگار پاسخ می‌دهد: «بله، درست است. من خودم آنروز حضور داشتم. یکبار دیگر نیز در همین فرانسه، یک روز دکتر محمدعلی امیرمعزی را که به یقین یکی از نامداران ایرانی معاصر است، دیدم و به وی گفتم که در ایران کتاب خداوند الموت ذبیح‌الله منصوری را که ترجمه از یک نویسندهٔ فرانسوی بنام پل آمر است خوانده‌ام و خیلی خوشم آمده است و می‌خواهم اصل کتاب را به فرانسه بخوانم. دکتر معزی غش غش خندید و گفت آن کتاب در واقع مقاله‌ای بیش نیست و ملحقات خود منصوری آن را به صورت آن کتاب قطور درآورده است. قضاوت در این مورد کار آسانی نیست و باید با حوصله‌ای زیاد به تک‌تک کتاب‌هایش دسترسی داشت و ترجمه را با اصل مقایسه کرد؛ دید که تا چه اندازه از متن آن الحاقات خود ذبیح‌الله منصوری است.»
روزی منتقدی در یکی از روزنامه‌ها به شدت از ذبیح‌الله منصوری انتقاد کرده بود و وی را دزد آثار ادبی خوانده بود. ذبیح‌الله منصوری در جوابش می‌گوید: «اگر انسان در زندگی قرار باشد که دزد باشد بهتر است کتاب بدزدد».

## نظریات دربارهٔ منصوری

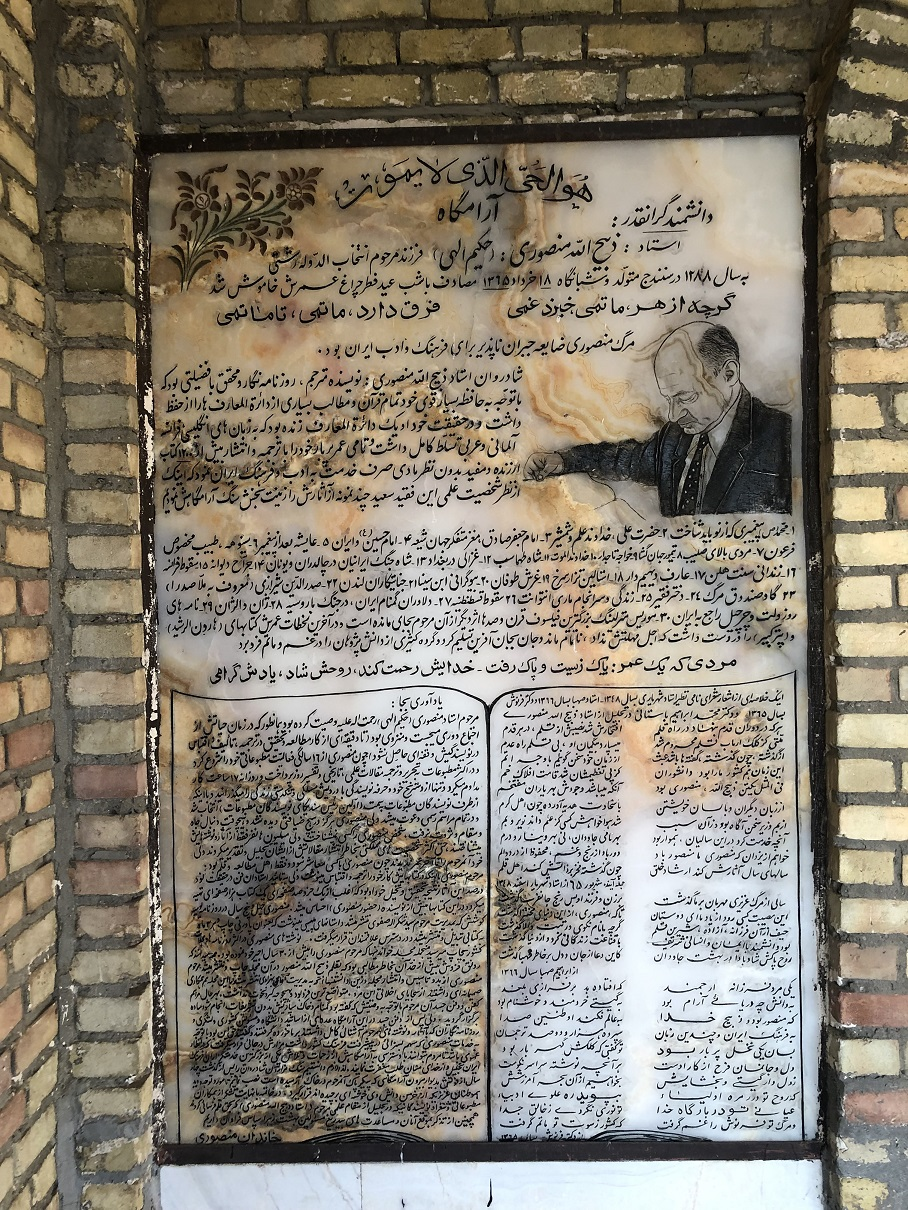
سنگ مزار اولیه منصوری که در ورودی درب آرامگاهش نصب شده است.

دوستان همقلم! ذبیح‌الله منصوریِ مترجم را فراموش کنید؛ در عوض در برابر ذبیح‌الله منصوریِ نویسنده کلاه از سر بردارید.

کریم امامی، ۱۳۶۶

### مقاله علی‌اکبر قاضی‌زاده
علی‌اکبر قاضی‌زاده در مقاله‌ای در روزنامه شرق به تاریخ ۲۵ تیر ۱۳۸۶ تحت عنوان «تکلیف ذبیح‌الله منصوری را روشن کنید»، به ارائه راهکارهایی برای روشن شدن وضعیت آثار منصوری پرداخت. او دربارهٔ آثار منصوری می‌نویسد:
همه این کارها به نام ترجمه به خوانندگان عرضه می‌شود، اما اهل تحقیق و کارشناسان ادبیات می‌دانند آن نویسندگان غربی که کتاب‌ها به نام آنان معرفی می‌شود، در مجموع سه حالت دارند.
1. این نویسندگان یا وجود خارجی دارند اما کتابی به چنین نام و مضمونی ننوشته‌اند.
2. یا وجود خارجی دارند اما جزوه‌ای، مقاله‌ای یا یادداشتی چندبرگی نوشته‌اند که با گذر از ذهن خلاق و سازنده منصوری به کتابی مفصل و پربرگ تبدیل شده‌اند.
3. یا اصولاً از ابتدای پیدایش سیاره زمین اصلاً چنین آدم‌هایی زاده نشده‌اند تا چه رسد به اینکه کتابی نوشته باشند که ذبیح‌الله منصوری آن را به فارسی بازگرداند.

او دربارهٔ مشکلاتی که با خواندن آثار منصوری پیش آمده است، می‌نویسد:
از قلم منصوری خیلی‌ها هم خیر دیده‌اند و هم سود. عده‌ای هم سرکار رفته‌اند و بدجوری خیط شده‌اند. مثل کسی که آرای ابوعلی سینا از قول منصوری - یا نویسنده ادعایی او- را جدی گرفت. مثل کسی که در پاورقی منصوری، آرای بدیع و ناگفته‌ای از ملاصدرا- آن هم از قول هانری کربن- را در نوشته‌های منصوری دید و تا پاریس رفت تا بیشتر بداند و تازه آنجا فهمید کربن چنان چیزهایی ننوشته است و نمونه‌های دیگر.

بسیاری از چهره‌های معتبر معاصر ما (مثل مینوی، دستغیب، کریم امامی، رضا براهنی و…) به همین سبب دشنام‌های حرفه‌ای را نثار منصوری کردند و البته حق هم داشتند. همه این ایرادها یک مبنای مشترک دارند؛ منصوری به اصل متن‌ها به هیچ شکل وفادار نیست. این ایرادها از آنجا مهم جلوه می‌کنند که هیچ‌یک از کارهای منصوری به ظاهر تألیف نیست؛ همه در ظاهر ترجمه‌اند. چرا باید نویسنده‌ای با سرنوشت حرفه‌ای خود چنین کند؟ چرا لااقل آن گروه کارها را که نویسنده مشخصی ندارند تألیف اعلام نکرده است؟ خود او گفته است به دو دلیل؛ اول اینکه از منتقدان سختگیر و بی رحم می‌ترسیده و دوم اینکه تصور می‌کرده گذاشتن نام یک نویسنده غربی بر روی کتاب‌ها حاصل کار را معتبرتر جلوه می‌دهد.
او برای روشن شدن وضعیت آثار منصوری، این پیشنهاد را ارائه می‌دهد:
با ذبیح‌الله منصوری چه باید کرد؟ نخست آنکه از تعصب اگر بگذریم آثار او قابل نادیده گرفتن نیستند. پیشنهاد می‌کنم گروهی از اهل قلم، اهل داستان‌نویسی و ناشران به خود زحمت دهند و در یک نشست تکلیف این کارگر بی مدعا، پرکار و تأثیرگذار را پس از بررسی همه آثار او مشخص کنند. پیشنهاد می‌کنم این نشست تکلیف چهار گروه از آثار منصوری را یک بار برای همیشه روشن کند.
1. منصوری تعدادی ترجمه از نویسندگان شناخته شده دارد که انتساب آن آثار به این نویسندگان مسلم است. مثل آثار موریس مترلینک، موریس دوکپرا، آگاتا کریستی، سروانتس، الکساندر دوما و دیگران. این آثار باید ترجمه منصوری شناخته شوند اگرچه ترجمه‌هایی نارسا و نامناسب. اکنون اختیار با خواننده است که این آثار را با همین سطح ترجمه بپسندد یا نپسندد.
2. برخی از کتاب‌های او- به هر دلیل ممکن- نویسنده شناخته شده‌ای ندارند. یا مسلم است که یا چنین نویسندگانی پا به عرصه وجود نگذاشته‌اند یا گذاشته‌اند، اما چنین کتابی ننوشته‌اند. توافق شود که نام نویسنده مجهول را از روی جلد کتاب‌ها پس از این بردارند و این آثار تألیف ذبیح‌الله منصوری شناخته شوند.
3. تعدادی از کارهای منصوری هم نویسنده مشخص دارند و هم آن نویسنده پدیدآورنده آن کتاب است. منصوری به کمک ذهن و قدرت داستان سرایی خود آن اثر کم حجم را به کتابی مفصل تبدیل کرده است. این کتاب‌ها را می‌شود در گروه اقتباس جای داد.
4. آثار منصوری در حوزه مذهب، فلسفه و تاریخ اسلام را یا می‌شود کنار گذاشت یا با این توضیح چاپ کرد که این آثار قابل استناد نیستند و فقط برداشت‌های منصوری هستند.

با این تدبیر می‌شود هم تکلیف مردم را با آثار منصوری روشن کرد، هم جایگاه اصلی او را به او بخشید، هم وجود او را از این سکوت مرگبار نجات داد. به علاوه شاید با این تدبیر نجات بخش بتوان حقوق پایمال شده بازماندگان روان شاد منصوری را از آثار او به آنان بازگرداند.

### منصوری از دید مطالعات ترجمه
در سال ۱۳۸۷ اسماعیل حدادیان مقدم در مقاله‌ای در فصلنامه مترجم از دیدگاهی تازه به آثار منصوری پرداخت. وی در مقاله ای با عنوان شبه ترجمه‌های ذبیح‌الله منصوری، این ترجمه‌ها را از دید مطالعات ترجمه نوعی شبه ترجمه نامید و خواستار آن شد تا با انجام کار تحقیقی و مستند و با کمک راهکارهایی که نشان می‌دهد، به بررسی علمی آن‌ها بپردازیم.

## آثار
یکی از مهم‌ترین نوشته‌های منصوری کتاب شاه جنگ ایرانیان است. از آثار قابل توجه دیگرش می‌توان به سینوهه پزشک مخصوص فرعون، خواجه تاجدار، خداوند الموت (حسن صباح)، ابن سینا نابغه‌ای از شرق، اسپارتاکوس، امام حسین و ایران، اندیشه‌های یک مغز بزرگ (۴ ج)، افکار مترلینک و منم تیمور جهانگشا اشاره کرد.

### فهرست برخی آثار
- دنیای پس از مرگ موریس مترلینگ
- استالین تزار سرخ (۱۳۶۳) - ایزاک دویچر
- قهرمان هند و چین (۱جلد) (۱۳۳۵)ـ ژوزف کاتلر و هیم جاف
- غرش طوفان (۷ جلد) (۱۳۳۶) - الکساندر دوما (پدر)
- قبل از طوفان (۸ جلد) - الکساندر دوما (پدر) (مجموعه‌ای از ۳ کتاب ملکه مارگو، مادام مونسورو و پاسداران ۴۵ گانه)
- سه تفنگدار (۱۰ جلد) (۱۳۳۶) - الکساندر دوما (پدر)
- شاه جنگ ایرانیان در چالدران و یونان (۱۳۴۳) - جون بارک و اشتن متز
- عشاق نامدار (۳ جلد) (۱۳۴۶) -
- خواجه تاجدار (۱۳۴۷) - ژان گور
- امام حسین و ایران (۱۳۵۱) - کورت فریشلر
- مغز متفکر جهان شیعه «امام صادق» (۱۳۵۴) -
- سقوط قسطنطنیه (۱۳۵۹) - میکا والتاری
- خداوند الموت (حسن صباح) (۱۳۵۹) - پل آمیر
- ملاصدرا (۱۳۶۱) - هانری کربن
- عارف دیهیم دار (۱۳۶۲) - جیمز داون
- غزالی در بغداد (۱۳۶۳) - ادوارد توماس
- قدم به قدم با اسکندر در ایران - هارولد لمب
- تقدیر (۱۳۶۳) - ژرژ بلوند
- جراح دیوانه (۱۳۶۴) - یورگن توروالد
- فتنه (۱۳۶۸) - لانتیاک
- جاده‌های آتش (۱۳۶۹) - موریس فونبور
- فرمانده بعد از خدا - فونت دونیتز
- خاطرات ژنرال گالاند - ژنرال آدولف گالاند
- خلبان اشتوکا-هانس اولریخ رودل
- تزار و کاتیا - لوسیل دکو
- به سوی ستاره‌ای به نام آفتاب - پدرو آلوارز کابرال
- اندیشه‌های یک مغز بزرگ، خدا و هستی، افکار کوچک و دنیای بزرگ - موریس مترلینک
- الماس بودا - فرانکلین بلاک
- ابن سینا؛ نابغه‌ای از شرق - جرج بی کوچ
- یوسف در آیینه تاریخ - توماس مان
- دختر فقیر، قلب پاک - ماگزنس وان در مرش
- خاطرات یک جراح بزرک آلمانی
- کارل مارکس گفت چنین - اشعیا برلین/لیون بلوم
- هوش گل‌ها - موریس مترلینک
- دروازه زندگی و مرگ - موریس مترلینک
- لایه‌های شهر وحشی - موریس مترلینک
- عشق صدر اعظم - الکساندر دوما
- شاهزاده خانم محکوم - داریا اولیویه
- لنینگراد، مغاک خون و مرگ - آناتولی داروف
- گروه آهنین و آموری - الکساندر دوما
- کاردیتال ریشیلو، صدر اعظم فرانسه - الکساندر دوما
- سرزمین جاوید (۴ جلد) (۱۳۷۰) - رومن گیرشمن
- زندگی خصوصی کاترین کبیر (۱۳۷۲) - جرج پی. کوچ
- سینوهه پزشک فرعون (۲ جلد) - میکا والتاری
- من کنیز ملکه مصر بودم - میکل پیرامو
- سفرنامه ماژلان - پیگافتا دی لومباردو (آنتونیو پیگافتا)
- اسپارتاکوس (؟) - هوارد فاست
- ژوزف بالسامو (۳ جلد) (؟) - الکساندر دوما (پدر) (این رمان قبل از غرش طوفان بوده و با این رمان یک مجموعه واحد را تشکیل می‌دهد)
- محبوس سنت هلن یا سرگذشت ناپلئون - اوکتاو اوهری
- شاه طهماسب و سلیمان قانونی - آلفرد لابی ار
- دلاوران گمنام ایران در جنگ با روسیه تزاری (؟) - ژان یونیر
- مکاتبات چرچیل و روزولت - وارن اف. کمبل
- پطر کبیر (۲ جلد) - رابرت ماسی
- عایشه بعد از پیغمبر - کورت فریشلر
- محمد پیغمبری که از نو باید شناخت - کنستانتین ویرژیل گئورگیو
- ایران و بابر - ویلیام ارسکین
- ملکه ویکتوریا - الیزابت لانفورد
- خاطرات یک جراح بزرگ آلمانی - ارهارد لوتز
- لولیتا - ولادیمیر ناباکوف
- سه سال در ایران - کنت دو گوبینو
- آخرین ضربه - فردریک دار
- آقایان قضات! قاتل اصلی را جستجو کنید - رالف گولدمان
- آواره‌ها - موریس دوکبرا
- ابن سینا: نابغه‌ای از شرق
- گروه آهنین - الکساندر دوما
- مردی بالای صلیب
- جدال تبهکاران در پاریس
- سفرهای کریستف کلمب
- قهرمانان تمدن
- سفر به قطب شمال
- جنگ دریایی تزوشیما
- کنت مونت کریستو
- چگونه قرآن را شناختم
- تب طلا جنگ الماس
- عشق یک جاسوسه
- سفر به قطب شمال با نضمام دو کتاب دیگر - روژه رسل
- سرنوشت شوم یک امپراتور - پیر نزلف
- سرگذشت ملکه سبا بلقیس - دنیس فلیپ
- سرگذشت دون ژوان - دومینیک راون
- سرگذشت آخرین تزار روس (۲ جلدی) - رابرت ماسی
- جنگ دریایی ترافالکار
- تولستوی - اشتفان تسوایگ
- پل خیلی دور است به انضمام فاجعه غرق کشتی تیتانیک - کورنیلوس راین ـ والتر لورو
- به سوی ستاره‌ای به نام آفاب - آلوارز کابرال
- از شوربختی تا اقتدار، سرگذشت ملکه الیزابت اول - لانتیاک
- آواره‌ها
- دون کیشوت - میگل سروانتس
- رابین هود یا پادشاه دزدان
- فرزند نیل
- قتل در ساحل
- قتل در اداره روزنامه
- زنبور عسل، مورچگان، موریانه - موریس مترلینک
- یک سال در میان ایرانیان - ادوارد براون
- تبهکار مخوف
- سایه عقاب - ژان دنکورت
- خاطرات چرچیل(۶ جلد)، انتشارات صفی علیشاه، ۱۳۳۳
- نهج البلاغه
- زندگی پزشکی من - آندره سوبیران
- خاطرات چرچیل، شش جلد، انتشارات صفی علیشاه، ۱۳۳۳
- خداوند علم و شمشیر، رودلف ژایگر، انتشارات ایرانیان، ۱۳۶۳ چاپ دوم[۱۱]

به علاوه کتاب‌های «هفت خواهران نفتی» نوشتهٔ آنتونی سمسون و «شهر لوط چگونه ویران شد» اثر پل ایلتون
تنها کتابی که «ذبیح‌الله منصوری» نام خود را به عنوان نویسنده بر آن نهاده؛ کتاب علوم اسلامی در قرن اول هجری است، که البته بیشتر دربارهٔ علوم اسلامی در سده‌های چهارم و پنجم هجری است که نشر چکامه آن را در سال ۱۳۶۲ به چاپ رسانده است.